# Platynocheilus cuprifrons
Platynocheilus cuprifrons är en stekelart som först beskrevs av Christian Gottfried Daniel Nees von Esenbeck 1834.  Platynocheilus cuprifrons ingår i släktet Platynocheilus och familjen raggsteklar. Arten är reproducerande i Sverige. Inga underarter finns listade i Catalogue of Life.